# Neverworld's End
Neverworld's End je páté studiové album německé symphonicmetalové kapely Xandria. Bylo vydáno 24. února 2012 u vydavatelství Napalm Records. Je to jediné album skupiny, kde účinkuje Manuela Kraller (zpěv) a poslední album, kde hrál Nils Middelhauve (baskytara). K albu vyšel jeden singl „Valentine“.

## Seznam skladeb
Všechny texty napsal Marco Heubaum, pokud není uvedeno jinak.
| Pořadí         | Název                        | Hudba                      | Text                           | Délka |
| -------------- | ---------------------------- | -------------------------- | ------------------------------ | ----- |
| 1.             | A Prophecy of Worlds to Fall |                            |                                | 7:23  |
| 2.             | Valentine                    |                            |                                | 4:11  |
| 3.             | Forevermore                  |                            |                                | 4:59  |
| 4.             | Euphoria                     |                            |                                | 4:30  |
| 5.             | Blood on My Hands            |                            |                                | 4:17  |
| 6.             | Soulcrusher                  |                            |                                | 6:11  |
| 7.             | The Dream Is Still Alive     |                            |                                | 6:23  |
| 8.             | The Lost Elysion             |                            |                                | 5:26  |
| 9.             | Call of the Wind             |                            | Marco Heubaum, Manuela Kraller | 4:52  |
| 10.            | A Thousand Letters           |                            | Kraller                        | 4:18  |
| 11.            | Cursed                       | Philip Restemeier, Heubaum | Nils Middelhauve               | 4:10  |
| 12.            | The Nomad's Crown            |                            |                                | 9:02  |
| Celková délka: | Celková délka:               | Celková délka:             | Celková délka:                 | 63:42 |

| Bonus          | Bonus                  | Bonus          | Bonus          | Bonus |
| Pořadí         | Název                  | Hudba          | Text           | Délka |
| -------------- | ---------------------- | -------------- | -------------- | ----- |
| 13.            | When the Mirror Cracks | Heubaum        | Middelhauve    | 4:08  |
| 14.            | The Sailor and the Sea |                |                | 3:10  |
| Celková délka: | Celková délka:         | Celková délka: | Celková délka: | 71:00 |

## Obsazení
- Manuela Kraller – zpěv
- Marco Heubaum – kytara, klávesy, zpěv, produkce
- Philip Restemeier – kytara
- Nils Middelhauve – basová kytara
- Gerit Lamm – bicí

Hosté
- Joost van den Broek – klávesy
- Ben Mathot – housle
- McAlbi – píšťala
- Johannes Schiefner – irské loketní dudy (uilleann pipes)
- Fredrik Forsblad, Norbert Swoboda, Anselm Soos, Mani Müller, Klaus Ackermann, Mani Gruber, Marc Zillmann – sbor